# Sender Dübendorf

Die 1926 neu ausserhalb des Flugfelds erstellte Funkstation nördlich der damaligen Halle 1

Der Sender Dübendorf war eine Sendeanlage der Schweizer Armee, welche 1912 in Dübendorf in Betrieb ging und ab 1917, sicher aber ab 1919 auch dem Zivilluftverkehr auf dem Flugplatz Dübendorf diente. Der Sender Dübendorf diente ab 1917 auch zur Übertragung ziviler Nachrichten (in Morsetelegrafie) und ab 1921 erstmals von Sprachnachrichten.
Die ursprüngliche Anlage in einer Holzbaracke am Ostende des Platzes wurde 1921 erweitert und verwendete ab dann einen 122 Meter hohen Sendemast auf dem Waffenplatz Kloten, der vermutlich zum Zeitpunkt der Fertigstellung das höchste Bauwerk der Schweiz war. Die Empfangsantennen und die Funkstation in Dübendorf wurden auf den 4. Januar 1926 etwas aus dem Flugplatzareal heraus verschoben in das Gebiet "Wechselwiesen", in ein dort neu erstelltes Steingebäude. Im Januar 1927 ging in Kloten ein neuer Sender mit 2 kW in Betrieb, auch die dortige Holzbaracke wurde durch einen Steinbau ersetzt.